# Er is een tovenaar in Rommelgem
Er is een tovenaar in Rommelgem is een verhaal en het tweede album uit de stripreeks Robbedoes en Kwabbernoot. Het verhaal is bedacht door Henri Gillain en getekend door André Franquin. Het album werd voor het eerst uitgegeven in 1951 bij uitgeverij Dupuis. Het verhaal verscheen eerst in het tijdschrift Spirou in de nummers 653 (19 oktober 1950) tot en met 685 (31 mei 1951). Het is het eerste lange verhaal uit de reeks.

## Omslagtekening
De kaft van het album is in de loop van de jaren gewijzigd. Oorspronkelijk had het geen volgnummer. In de jaren zeventig werd de tekening op de voorzijde vervangen door een volledig geüpdatete versie in de toenmalige stijl van Franquin.
Voor de Portugese vertaling van dit album uit 1967 maakte Franquin een andere omslagtekening. Deze tekening werd ook gebruikt bij een Duitse vertaling uit 2002. De alternatieve omslagtekening werd niet gebruikt bij een Nederlandstalige uitgave.

## Achtergrond

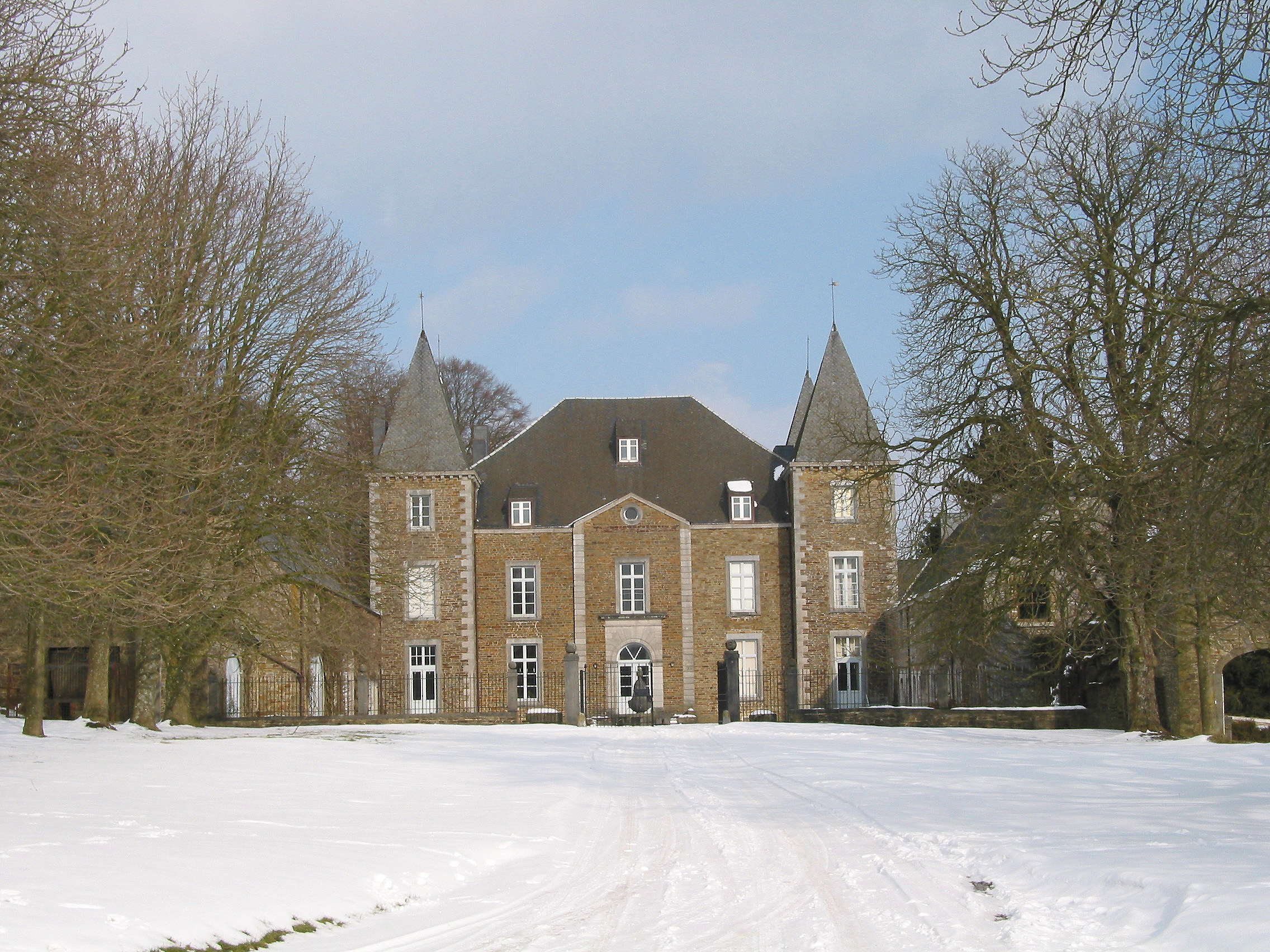
Het kasteel van Skreuve, de inspiratiebron voor het kasteel van Rommelgem

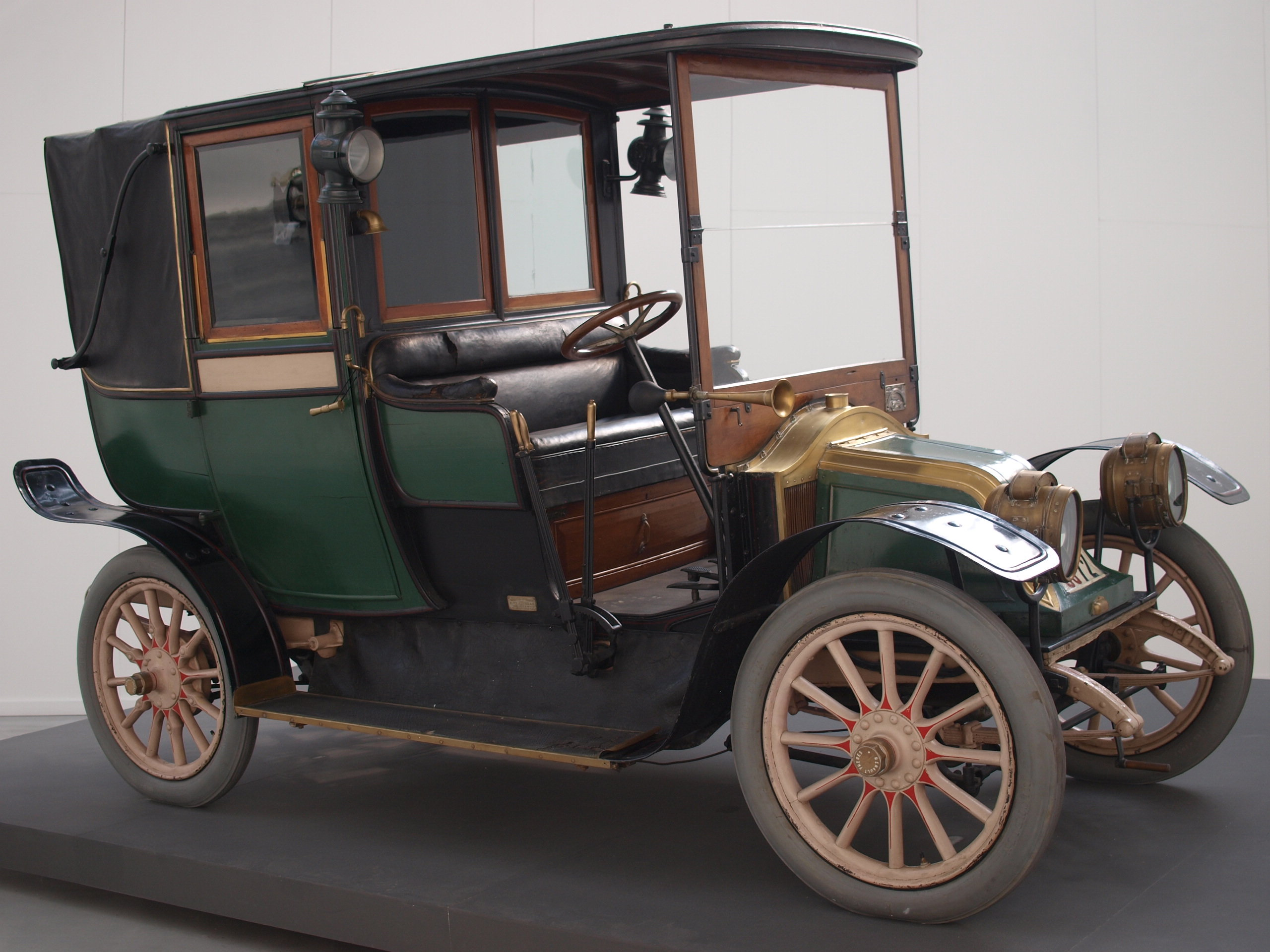
Renault AG, waarop de wagen van de graaf van Rommelgem gebaseerd is

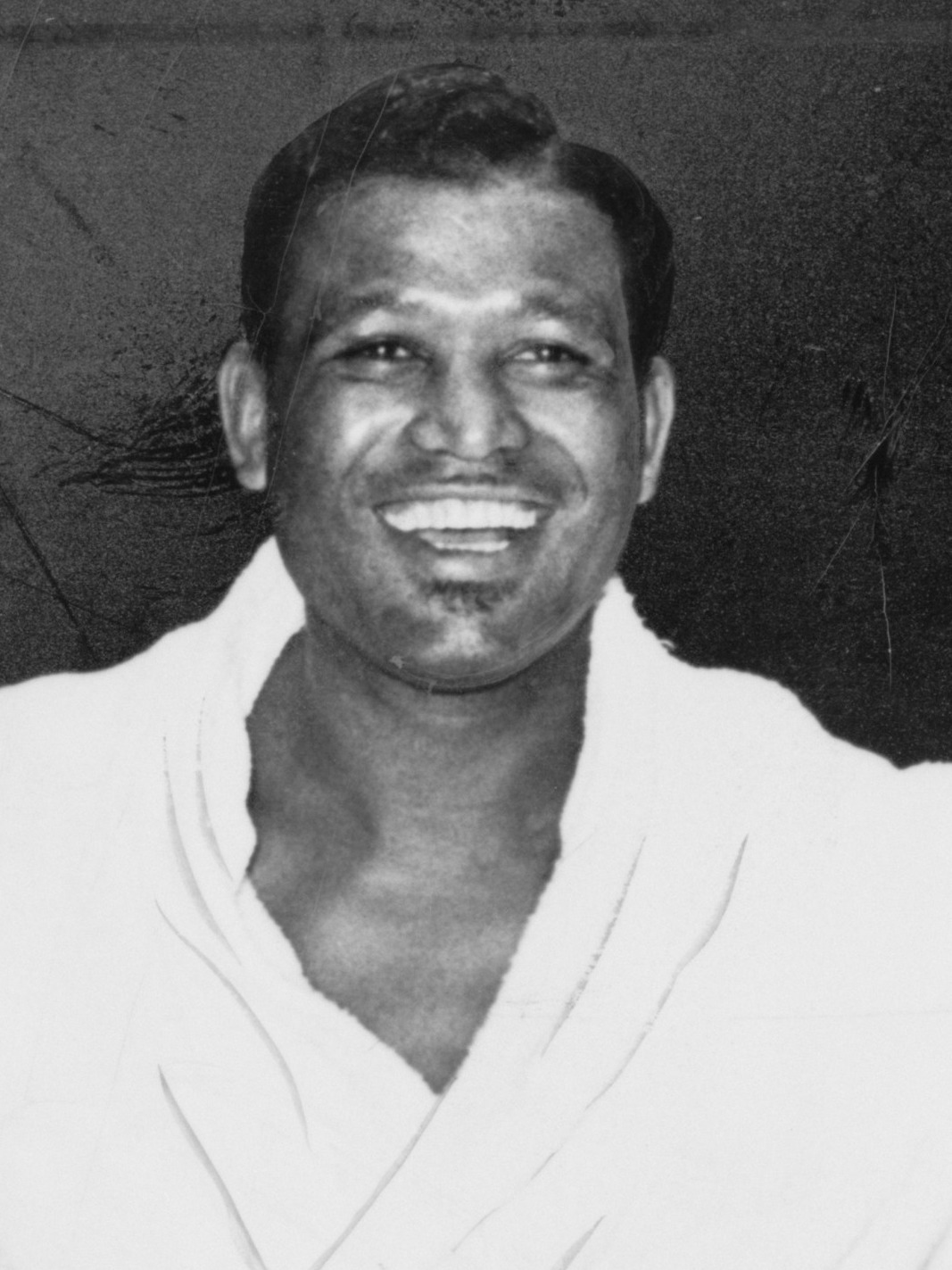
Sugar Ray Robinson stond model voor Reg Cougar Bangbingson

In 1950 kwam Franquins leermeester Jijé (Joseph Gillain) terug uit de Verenigde Staten, waar hij zelf ook enige tijd in diens gezelschap vertoefde. Jijé werd vaak vergezeld door zijn broer Henri. Henri Gillian was een wiskundeleerkracht die voor Jijés reeks Blondie en Blinkie het verhaal De blanke neger had bedacht. Franquin had na de eerdere avonturen in de stad en het wilde westen zin om verhaal te maken dat zich op het platteland afspeelde. Henri beloofde Franquin dat hij zo'n verhaal zou proberen te schrijven. Terwijl hij toezicht hield bij examens, zag hij aan de muur een afbeelding van een paddenstoel en kwam zo op het idee om een verhaal rond magische paddenstoelen te maken. Voor het plattelandsdorp baseerde hij zich op herinneringen uit zijn jeugd aan vakanties bij zijn grootvader in Corbion. Hij schreef het verhaal op in een schriftje en legde zo de basis voor het fictieve plattelandsdorp Rommelgem, dat ook later meermaals de plaats zou worden waar de verhalen van Robbedoes en Kwabbernoot zich afspelen. Hij verzon ook de Franse naam voor het dorp, Champignac, een verwijzing naar het Franse woord voor paddenstoel, champignon. Franquin nam het verhaal van Henri aan, maar moest het inkorten; Franquin vond er genoeg stof in voor drie scenario's. Henri Gillain gebruikte als pseudoniem "Jean Darc", omdat het beroep van leraar combineren met dat van stripauteur toen niet geapprecieerd werd. Hun samenwerking beperkte zich tot dit ene album.
Er is een tovenaar in Rommelgem leverde niet alleen het plattelandsdorp op, maar was eveneens het album waarin een van de belangrijkste nevenpersonages uit de reeks zijn optreden maakte: de graaf van Rommelgem. In dit verhaal is hij aanvankelijk de tegenspeler van de hoofdrolspelers, later groeit hij uit tot een goede vriend. Om inspiratie op te doen voor alle voornamen van de graaf, doorbladerden Franquin en zijn vrouw Liliane een kalender. Behalve de graaf was dit verhaal ook het debuut voor andere personages die in de reeks terugkeren: gemeenteambtenaar Frunnik en de burgemeester met de hoogdravende woorden. Voor de retoriek van de burgemeester baseerde Franquin zich op het Franse humoristische tijdschrift L'Os à moelle van Pierre Dac, die daarin absurde teksten schreef, en op het breedsprakige personage Joseph Prudhomme van schrijver Henri Monnier.
Om zich te documenteren voor een dorp, nam Franquin foto's in het Franse Laon. De "Franse provincestijl" die er volgens hem heerste, beviel Franquin. De keuze voor een Frans dorp was enigszins ingegeven door het beleid van uitgeverij Dupuis. De uitgever wou zich niet beperken tot de Belgische markt en richtte zijn pijlen op de Franse markt. Daarom vroeg het bedrijf van zijn tekenaars om niet al te "Belgisch" te tekenen. Ondanks dat verwerkte Franquin toch ook plaatselijke kenmerken. Zo duiken er typische Brusselse agenten van die tijd op, met zwarte cape en witte helm en stok. Een ander Brussels kenmerk is het beeldenpark in het verhaal. Dat is gebaseerd op het Warandepark. Franquin was er overigens niet van overtuigd dat een sterk verhaal in een Brusselse setting slecht zou verkopen.
In het verhaal belandt een van de beelden in het park op een step. Franquin tekende het beeld naar een afbeelding in de Petit Larousse. Het stelt Mercurius voor, die als enige kledingstuk een druivenblad had. Dupuis stuurde de tekening terug met de vraag het beeld aan te kleden. Een andere interventie vanuit Dupuis betrof de kleding Robbedoes. Op de tweede plaat is Robbedoes aan het fietsen in korte broek, maar Dupuis zag hem liever in zijn vertrouwde tenue. Verderop in het verhaal trekt Robbedoes zijn lange broek weer aan.
Voor het kasteel van Rommelgem baseerde Franquin zich op het kasteel van Skreuve in Natoye, dat hij naar eigen zeggen kende dankzij zijn schoonvader, die in de buurt een vriend had waardoor Franquin en zijn vrouw daar vaak kwamen. Volgens de latere eigenaar had Franquin het gebouw op dat moment enkel gezien op foto's die zijn vrouw als kind had gemaakt. Franquin nam de mankementen van het gebouw dat hij op de foto's zag over. De Duitse bezetters hadden het kasteel tijdens de Tweede Wereldoorlog bezet. Bij de bevrijding vluchtten ze en lieten het gebouw exploderen. Nadien werden enkele ramen dichtgetimmerd, wat in de tekeningen te zien is. Ook de deuren van het bijgebouw werden nauwkeurig overgenomen.
De aftandse wagen waarmee de graaf in het verhaal rondrijdt, is een Renault AG 1, een bekend model van de Taxis de la Marne.
In het verhaal gaat de graaf van Rommelgem een bokswedstrijd aan tegen een zekere Reg Cougar Bangbingson. Deze bokser is gebaseerd op Sugar Ray Robinson, een van de bekendste boksers uit de 20ste eeuw.

## Verhaal
Robbedoes en Kwabbernoot gaan kamperen in Rommelgem. Ze komen onmiddellijk in contact met rare fenomenen in het dorp: een varken in blauw met zwarte stippen en een koe die in één nacht graatmager is geworden. In de wei van die koe groeien vreemde paddenstoelen, maar de twee helden maken zich er niet druk in en zetten hun tent op nabij een kasteel.
Tijdens een nachtelijk onweer gaat Robbedoes nog even buiten. Bij een bliksemschicht ziet Robbedoes een zigeuner met een reuzenkonijn lopen. Kwabbernoot komt ook even kijken, maar gelooft er niets van en loopt kwaad terug naar de tent. Bij hun terugkomst is die echter vernield. Ze gaan dan maar aanbellen bij het kasteel om onderdak te vragen. Daar hangt een bordje met de melding "onnodig te bellen", maar Robbedoes trekt toch aan de bel, die niet werkt. De boodschap op het bordje is plots veranderd in "Vlucht! Het is hier onveilig!". Als ze dan plots ook nog een reuzenslak zien opduiken, vluchten ze bang weg.
De volgende ochtend staan ze verkouden op en gaan op onderzoek uit. Ze gaan eerst bij de zigeuner kijken, maar ze zijn niet alleen: enkele dorpelingen betichten de man van tovenarij en bedreigen hem. De burgemeester komt tussenbeide en laat de man opsluiten. Op dat moment komt de graaf van Rommelgem, eigenaar van het kasteel, langs. De helden spreken hem over hun nachtelijk avontuur, maar hij beweert niets te weten en geeft hun een lift naar het dorp. Onderweg passeren ze de boer met de graatmagere koe. De man is door het dolle heen, want zijn koe geeft plots onophoudelijk melk. De melk blijkt echter niet voor consumptie geschikt en waar de melk op de wei terechtkomt, groeien plots paddenstoelen. In het dorp komt een andere boer zijn kalf tonen aan de burgemeester. In een paar uur tijd is dat kalf een volwassen koe geworden. Terwijl hij zijn verhaal doet, valt het dier dood. Van ouderdom.
Plots wordt de burgemeester weggeroepen: de zigeuner is ontsnapt nadat het gemeentepersoneel in slaap werd gebracht. Er groeien overal paddenstoelen. Personeelslid Frunnik bevestigt dat ze in slaap werden gebracht door iets dat naar paddenstoelen rook. De dorpelingen nemen opnieuw het heft in handen en gaan gewapend met geweren, stokken en gereedschap op zoek naar de vermeende tovenaar. Een klein groepje vindt de zigeuner. Robbedoes en Kwabbernoot achtervolgen de mannen en vrezen het ergste voor de zigeuner, maar voor de dorpelingen hem kwaad kunnen doen, worden ook zij beneveld door een paddenstoelengas. Robbedoes en Kwabbernoot kunnen nog net ontsnappen en gaan een kijkje nemen in de woonwagen van de zigeuner. Daar vinden ze een reusachtige konijnenpoot dat leek te horen bij het konijn dat Robbedoes in de nacht zag. Ook vinden ze een kookpot met een brouwsel van paddenstoelen.
In de nacht wordt Kwabbernoot ontvoerd. De dader heeft een spoor van paddenstoelen gevolgd. Robbedoes volgt het spoor, dat hem leidt tot aan het kasteel. Hij breekt het poortje open en komt in de tuin terecht. Daar ontdekt hij een reusachtige paddenstoel en muis en een dwergkoe. Bij het kasteel komt de graaf Robbedoes tegemoet en doet zijn relaas: hij is inderdaad de tovenaar van Rommelgem. Omdat de zigeuner valselijk beschuldigd werd, heeft hij die man bevrijd. Zijn toverkunsten zijn bedoeld als wetenschappelijke experimenten met paddenstoelen. Omdat hij financieel aan de grond zit, werden de dieren van het dorp zijn proefdieren. Kwabbernoot is zijn eerste menselijke proefkonijn geworden. Terwijl Robbedoes vol angst en woede staat toe te kijken, spuit de graaf Kwabbernoot een stof in. Hij wordt daardoor oersterk en verlaat in een kwade bui het domein van de graaf.
Tijdens hun aftocht zien Robbedoes en Kwabbernoot dat de zigeuner weer aangevallen wordt door dorpelingen. Kwabbernoot schakelt hen met zijn superkrachten uit. De zigeuner is dankbaar en legt de helden uit dat het grote konijn van de andere nacht door hem gestroopt was. In het dorp doen ze het relaas over de graaf aan de burgemeester, maar die durft de graaf niet aan te pakken. De inspuiting krijgt nog een ander effect op Kwabbernoot: in de nacht begint Kwabbernoot een fluorgeel licht uit te stoten. De volgende dag is zijn kracht wel volledig voorbij.
Twee weken later zijn Robbedoes en Kwabbernoot terug van hun vakantie. In de krant is het grote nieuws dat een 70-jarige man plots kampioen is geworden in tal van sporten. Met zijn paddenstoelenmengsel kan hij alles aan en kan zo wedstrijden winnen en fortuinen verdienen.
De superkrachten brengen bepaalde mensen echter op slechte ideeën. Een zekere Hercules is het beu om bevelen te krijgen van de dieven Neuteboom en Valentino. In de krant leest hij over de superkrachten en toevallig komt hij de graaf net tegen in het park. Die toont Robbedoes en Kwabbernoot op dat moment zijn uitvindingen: X1, de stof waarmee je kracht krijgt, en X2, een stof waarmee je zeer snel veroudert. Hercules slaagt erin de potjes te stelen, maar hij wordt achtervolgd door Robbedoes en Kwabbernoot. Die achtervolgen hem tot in zijn schuilplaats, maar worden tegengehouden door Neuteboom en Valentino. Zij jagen de twee helden weg, maar eisen uitleg van Hercules. Hij vertelt over X1, waarop zijn twee bazen het flesje opeisen. Hercules geeft hun echter X2 en spuit zichzelf X1 in. Neuteboom en Valentino verouderen in een hels tempo en kunnen gemakkelijk gevat worden door de politie, die hen al lang wilde arresteren. Hercules daarentegen is oersterk en slaat aan het plunderen, niemand kan hem tegenhouden. Hij weet echter niet dat de werking van de stof slechts tijdelijk is. Wanneer zijn kracht weer afneemt, wordt hij bedolven onder de buit die hij op zijn rug draagt. Hercules is nu uitgeschakeld en wordt ingerekend.
Een maand later staat de graaf van Rommelgem aan de deur bij Robbedoes. Hij stelt twee kinderen aan hen voor: Valentino en Neuteboom, twee nieuwe slachtoffers van zijn proeven.